# Trisetella andreettae
Trisetella andreettae är en orkidéart som beskrevs av Carlyle August Luer. Trisetella andreettae ingår i släktet Trisetella och familjen orkidéer. Inga underarter finns listade i Catalogue of Life.